# Odată pentru totdeauna
Odată pentru totdeauna este un film românesc în regia lui Iura Luncașu, cu premiera în 25 februarie 2022. Din distribuție fac parte Andrei-Tiberiu Maria (Smiley), Ada Galeș, Augustin Viziru, Cosmin Natanticu, Gina Pistol, Mihnea Luncașu. Filmul este o comedie dramatică, inspirată din momente din viața regizorului.

## Rezumat
„Odată pentru totdeauna” spune povestea unui regizor și tată a doi copii, Alex (Smiley), care trece printr-o perioadă a vieții sale în care se confruntă cu depresia. De-a lungul filmului, încercarea lui Alex de a scăpa de depresie este împiedicată de diferite evenimente tragi-comice, însă descoperă că familia, iertarea și dragostea reprezintă leacul pentru orice.

## Plot
Alex Zota, un bărbat în vârstă de 40 de ani, descoperă un leac cu ajutorul căruia reușește să-și vindece rănile care-l macină de ani. El își dă seama că are de înfruntat o teribilă depresie, aproape imposibil de gestionat. 
Pelicula pune în evidență trei povești, iar legătura dintre ele o face personajul principal, Alex Zota, care are parte de diverse evenimente tragi-comice și care încearcă să-și regăsească liniștea interioară și să se apropie de familie.

## Distribuție
- Andrei-Tiberiu Maria (Smiley) – Alex Zota
- Ada Galeș – Alma
- Mihnea Luncașu – Vlad
- Celina Enea – Lia
- Augustin Viziru – Jeni
- Cosmin Natanticu – Sebi
- Doru Cătănescu – Marci
- Gabriel Răuță – Doctorul de gardă, Bradu
- Sorin Miron – Dr.Vasilescu, spital Bradu
- Cătălin Cazacu – Radu
- Andrei Mateiu – Roată
- Sali Levent – Belșeagă
- Mihaela Teleoacă – Psihologul
- Lucian Pavel – Dr. Urlea
- Nicoleta Hâncu – Oana - sora Almei
- Codrin Boldea – Radu - Cumnatul Almei
- Gabriel Apostol – Șamanul
- Giulia Nahmany – Femeia de serviciu
- Gina Pistol - Olimpia – Fosta șefă a lui Alin
- Skizzo Skillz – Dima (cuplu proaspăt căsătorit)
- Amelia Anghel – Maia  (cuplu proaspăt căsătorit)
- Adina Andrei Lucaciu  – Asistentă prelevări sânge
- Daria Pentelie – Asistentă Dr. Urlea
- Tatiana Selaru – Asistentă Dr. Urlea
- Sorina Mertoiu – Crăița Vela
- Victoria Rusu – Gina
- Răzvan Cișmigiu - Florin (șofer camionetă)
- Memet Erdal - Golan
- Alex Surulescu - Golan